# Sony Hit-Bit 501
Sony Hit-Bit 501 (Hit-Bit 501) је био кућни рачунар фирме Сони (Sony) који је почео да се производи у Јапану од 1985. године.
Користио је Z80A као микропроцесор. RAM меморија рачунара је имала капацитет од 64 kb, 30 kb слободно. 
Као оперативни систем кориштен је MSX DOS.

## Детаљни подаци
Детаљнији подаци о рачунару Hit-Bit 501 су дати у табели испод.
|                       |                                                            |
| [ 1 ]                 |                                                            |
| Произвођач            | Сони                                                       |
| Тип                   | кућни рачунар                                              |
| Меморија              | 64 , 30 слободно                                           |
| Поријекло             | Јапан                                                      |
| Година                | 1985                                                       |
| Тастатура             | QWERTY механичка тастатура                                 |
| Процесор              |                                                            |
| Фреквенција процесора | 3,6                                                        |
| RAM                   | 64 , 30 слободно                                           |
| ROM                   | 32 + 16kb за уграђени софтвер                              |
| Текст                 | мод 0 : 40 x 24                                            |
| Графика               | мод 2 : 256 x 192 са 16 боја (Hires мод)                   |
| Боја                  | 16                                                         |
| Звук                  | General Instruments AY-3-8910 Programmable Sound Generator |
| Димензије             | непознато                                                  |
| Портови               |                                                            |
| Оперативни систем     |                                                            |